# لويس سالتر
لويس سالتر (بالإنجليزية: Lewis Salter)‏ هو فيزيائي أمريكي، ولد في 1926، وتوفي في 1989 بسبب سرطان.